# Prozatímní koaliční správa
Prozatímní koaliční správa (arabsky سلطة الائتلاف المؤقتة‎, anglicky Coalition Provisional Authority, zkr. CPA) byla založena jako přechodná vláda Iráku po invazi do země 20. března 2003 ze strany Spojených států, Spojeného království, Austrálie a Polska, které tvořily mnohonárodní (koaliční) síly s cílem vyhnat Saddáma Husajna.

## Fungování správy

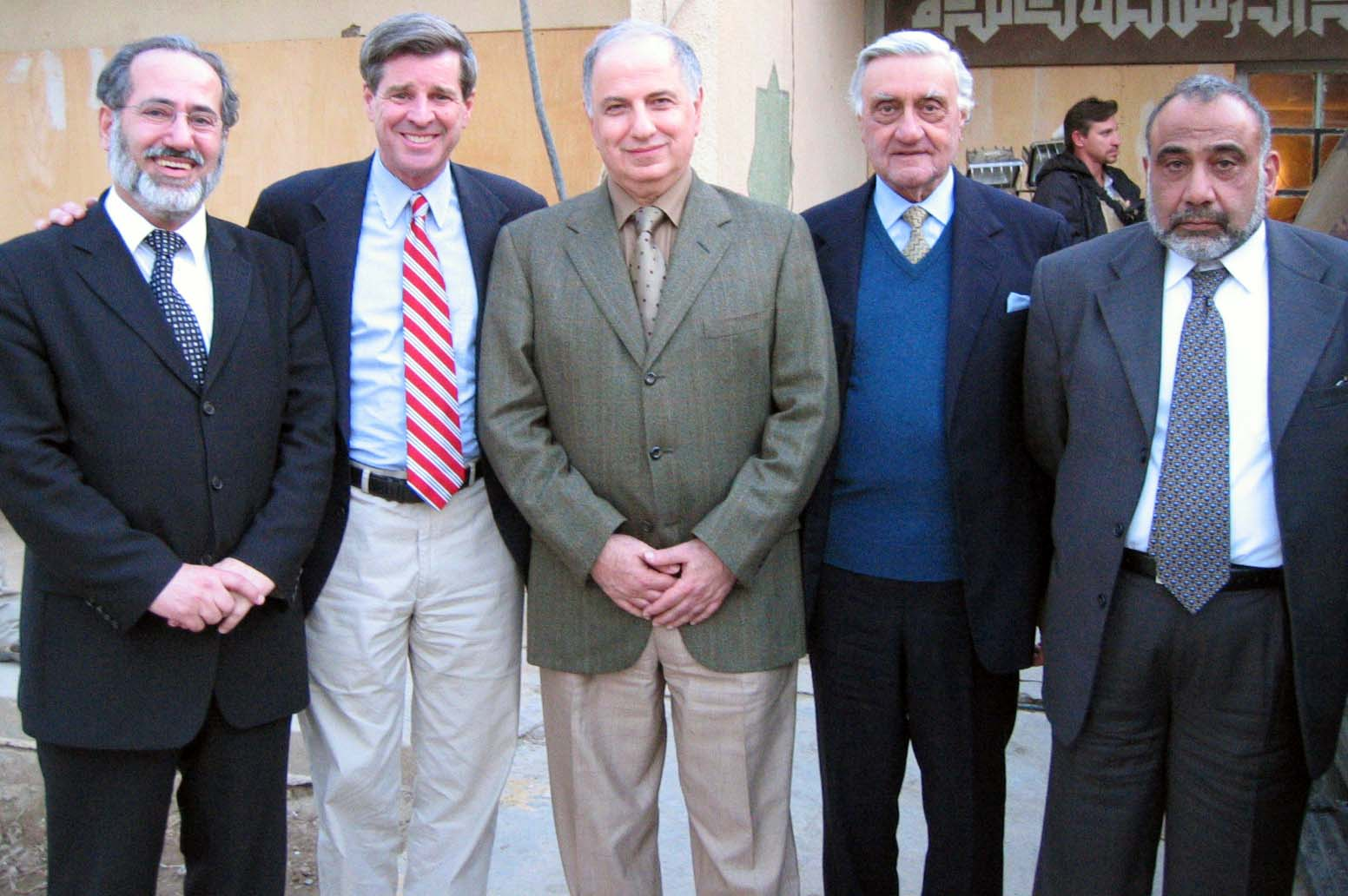
Paul Bremer (druhý zleva) a čtyři členové Irácké vládní rady (zleva): Mowaffak al-Rubaie, Ahmed Chalabi, Adnan Pachachi a Adil Abdul-Mahdi

Prozatímní koaliční správa se ustavila s odvoláním na válečné právo a na rezoluci 1483 Rady bezpečnosti OSN, která uznala dopis od stálých zástupců při OSN Velké Británie a USA ze dne 8. května 2003 oznamující převzetí moci. Fungovala jako de facto vláda Iráku až do svého rozpuštění v červnu 2004. V čele CPA stál původně Jay Garner, bývalý armádní důstojník, ale jeho působení ve funkci bylo krátké. Poté, co rezignoval, jej nahradil Paul Bremer, který stál v čele CPA až do předání moci irácké prozatímní vládě. Krátce po svém uvedení do úřadu Bremer vydal dvě nařízení. První se týkalo členů strany Baas, kteří byli propuštěni ze svých funkcí ve státní správě a nadále v budoucnosti nesměli působit na oficiálních postech. O týden později vydala CPA druhé nařízení, které rozpustilo veškeré bezpečnostní složky v Iráku. Hlavní odpovědnost CPA spočívala ve stabilizaci politické situace, vytváření podmínek pro ustavení nové irácké vlády a stimulaci ekonomické obnovy. CPA rovněž příslušel nábor a výcvik iráckých bezpečnostních sil zodpovědných zpočátku především za ochranu kritické infrastruktury.
Zároveň byla zřízena Irácká vládní rada (Iraqi Governing Council – IGC) jako prozatímní parlament. IGC se skládala z různých iráckých politických, náboženských a kmenových vůdců, kteří poskytovali CPA poradenství při vedení země, až do prvních svobodných voleb a vypracovala prozatímní ústavu. 
Z geografického hlediska byla správa rozdělena do čtyř oblastí: 
- CPA North – ústředí v Irbílu
- CPA Central – ústředí v Bagdádu
- CPA South Central – ústředí v Hille
- CPA South – ústředí v Basře

Hlavním úkolem správy bylo přivést Irák na cestu demokracie, tedy vytvoření demokratické sekularizované ústavy a následné zapojení Iráku do světového kapitalistického systému. Tržní reforma měla proběhnout podobně jako v zemích východního bloku v devadesátých letech. První měla být reforma měny, poté investiční zákony, změna tarifů a cel, snížení daní, otevření země zahraničním investorům a privatizace státních firem. Dne 28. června 2004 předala CPA řízení země irácké Vládní radě vedené Ajádem Allávím, která se ujala řízení zemi podle přijaté prozatímní ústavy a zahájila přípravu na první svobodné volby.